# Christian Prouteau
Pour les articles homonymes, voir Prouteau.
Christian Prouteau, né le 7 avril 1944 à Béziers (Hérault), est un officier de gendarmerie et préfet français.
Il est le fondateur et le premier commandant du Groupe d'intervention de la Gendarmerie nationale (GIGN) en 1974 puis du Groupe de sécurité de la présidence de la République (GSPR) en 1982.

## Biographie

### Jeunesse et études
Christian Prouteau est né le 7 avril 1944.
Originaire de la Vendée[réf. nécessaire], il est très vite plongé dans le monde militaire. Son père, Gérard Prouteau, colonel de gendarmerie, est le co-inventeur du système PROSAM ancêtre du fichier JUDEX. Christian Prouteau grandit dans une caserne à Ghisonaccia en Corse.
Il sort diplômé de l'école militaire interarmes en 1969, promotion « Libération de Strasbourg »[source insuffisante].
Après un début dans le 41e régiment de transmissions à Évreux, quartier Tilly, en 1971, comme officier à la compagnie d'instruction, il intègre l’École des officiers de la Gendarmerie nationale (EOGN). À l'époque il est lieutenant parachutiste.

### Parcours professionnel

#### Au GIGN
Le 1er mars 1974, Christian Prouteau crée le Groupe d'intervention de la Gendarmerie nationale (GIGN), unité d'élite de la gendarmerie nationale, à Maisons-Alfort (Val-de-Marne). Appelée à l'époque « Équipe commando régionale d'intervention » (ECRI), cette unité devient le GIGN no 1 le 26 avril 1974 puis fusionne avec le GIGN no 4 de Mont-de-Marsan le 1er juin 1976 pour former le GIGN, toujours sous le commandement de Christian Prouteau.
À l'époque, Prouteau, encore jeune lieutenant, doit convaincre tant en interne qu'auprès de l'administration de l'utilité et de la compétence de son unité. Il y parvient grâce au succès de plusieurs missions importantes réalisées sous son commandement, comme la prise d'otages de Loyada en février 1976, de la centrale de Clairvaux en janvier 1978 et celle de l'hôtel Fesch en février 1980 en Corse.
Le 29 octobre 1980, il est blessé au visage par balle à Pauillac, lors d'une intervention contre un forcené, ce qui lui vaudra la médaille de la Gendarmerie nationale avec grenade de bronze.
L'unité, d'abord sous son commandement puis sous celui de ses successeurs, acquerra une réputation nationale puis mondiale. Christian Prouteau reçoit sept citations pour les opérations qu'il dirige (64 opérations sur les 67 effectuées par le GIGN pendant son temps de commandement).

#### À l'Élysée
Peu apprécié par le président François Mitterrand, élu en 1981, l'existence du GIGN se trouve menacée. Christian Prouteau cherche le soutien du ministre de la défense, Charles Hernu en lui proposant de venir visiter les locaux du GIGN et de démontrer à quel point l'unité est importante. Après une démonstration exceptionnelle devant la commission parlementaire de défense, il reçoit le soutien  du ministre affirmant que le GIGN est devenu indispensable. 
Christian Prouteau quitte le GIGN après neuf ans de commandement actif pour créer le Groupe de sécurité de la présidence de la République (GSPR), le 1er juillet 1982. L'unité est chargée de la protection du président Mitterrand, mais aussi de celle de sa fille, Mazarine Pingeot, dont le chef de l’État ne veut pas que l'existence soit dévoilée.
Il prend également la tête en 1982 d'une cellule anti-terroriste créée par ordre de François Mitterrand et sera poursuivi et condamné en 2005 pour des écoutes illégales réalisées par cette structure (voir ci-dessous). C'est également à cette époque (août 1982) qu'éclate l'affaire des Irlandais de Vincennes pour laquelle il sera poursuivi et relaxé (voir ci-dessous), ses relations avec Paul Barril, qui avait dirigé l'opération, ayant attiré l'attention sur lui.

#### Corps préfectoral
En mars 1985, après six années de services au GSPR, il quitte le groupe et devient préfet hors cadre[source insuffisante]. En 1992, il est responsable de la sécurité des Jeux olympiques d'hiver à Albertville. En décembre 1993, il est de nouveau placé hors cadre[source insuffisante].
Un décret en date 10 février 1995 le promeut colonel de réserve à compter du 1er octobre 1994.

### Retraite de fonctionnaire et autres activités
Il est admis à faire valoir ses droits à la retraite le 8 avril 2009. Retiré dans le 14e arrondissement de Paris, il réserve son temps à l'association des anciens et amis du GIGN.
Christian Prouteau intervient régulièrement comme chroniqueur à partir de 2019 sur CNews dans l’émission de débat de Clélie Mathias en début d’après-midi : La Belle Équipe.

## Démêlés politico-judiciaires
Christian Prouteau est mis en cause dans deux affaires survenues pendant qu'il était en poste à l'Élysée :
- dans l'affaire des Irlandais de Vincennes, il est relaxé en janvier 1992 ;
- mais en 2005, il est condamné à une peine de huit mois de prison avec sursis et au versement d'une amende de 5 000 euros dans le cadre de l'affaire des écoutes de l'Élysée[10],[11].

En 2014, les juges d'instruction Roger Le Loire et Charlotte Bilger, enquêtant sur une affaire de corruption dans l'octroi de titres de séjour impliquant « l'escroc des stars » Christophe Rocancourt, l'ancien secrétaire d'État chargé de l'intégration Kofi Yamgnane et Christian Prouteau le font interpeller à Paris le 7 octobre 2014, lui signifiant sa mise en garde à vue. L'instruction s'est terminée le 3 juillet 2017[Comment ?].

## Publications

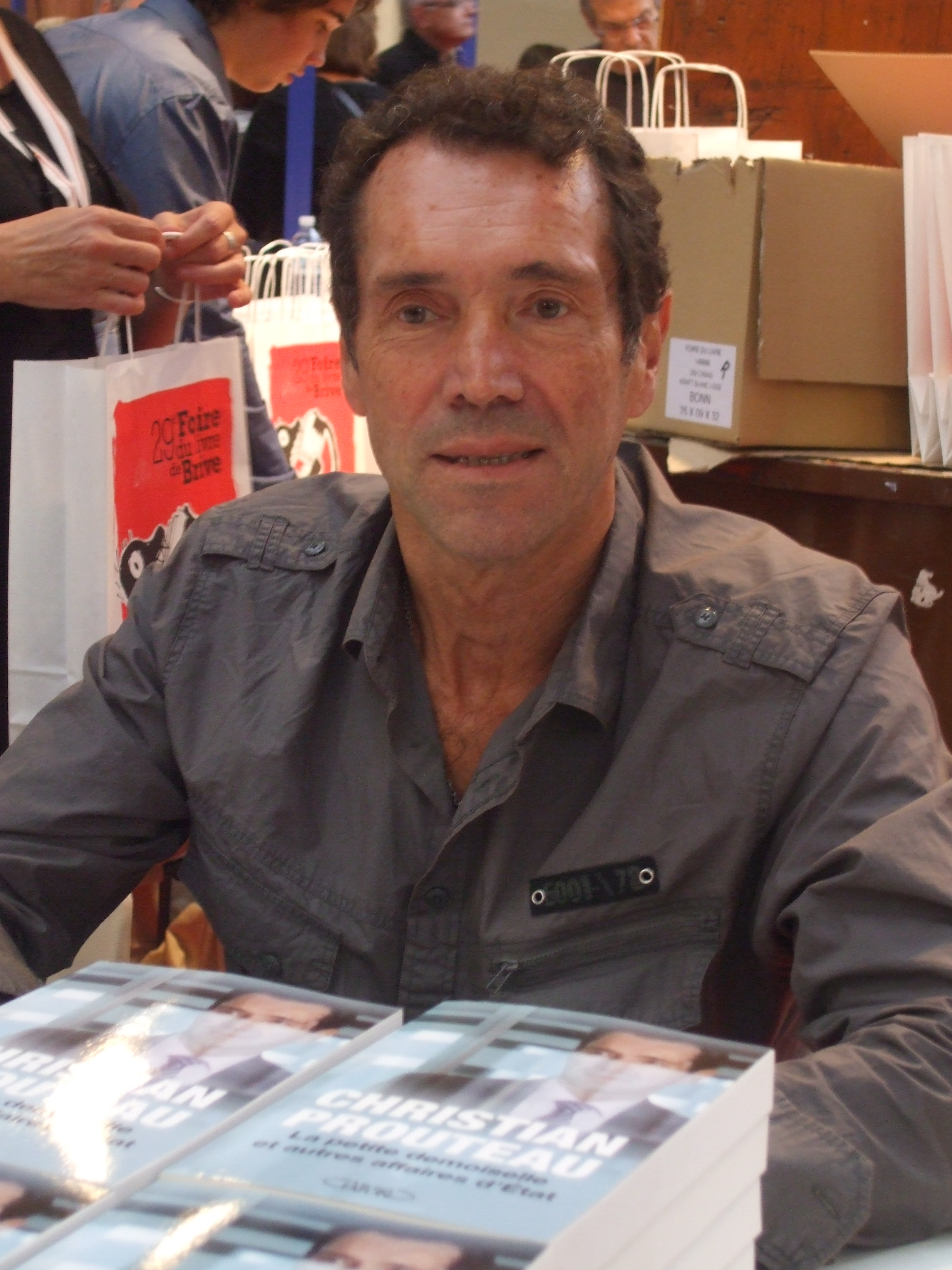
Christian Prouteau à la Foire du livre de 2010 à Brive-la-Gaillarde.

- Mémoires d'État, Michel Lafon, 1998  (ISBN 2-84098-360-5).
- Au service du président, Michel Lafon, 1999  (ISBN 978-2-84098-480-1).
- La Petite Demoiselle et autres affaires d’État, Michel Lafon, 2010.  (ISBN 978-2-7499-1172-4).
- Avec Jean-Luc Riva, GIGN : nous étions les premiers, Nimrod, 2017.

## Décorations
- Officier de la Légion d'honneur, le 18 février 1993.
- Médaille de la Gendarmerie nationale, avec citation.
- Médaille d'honneur de l'administration pénitentiaire, bronze.